# Visa
Visa Inc. – amerykańska spółka i organizacja członkowska zajmująca się wydawaniem kart płatniczych, powstała w 1958 roku pod nazwą BankAmericard.
Pierwsza karta została wydana w roku 1958 przez Bank of America.
Visa Inc. zadebiutowała na nowojorskiej giełdzie papierów wartościowych w marcu 2008 roku. W październiku 2007 została natomiast wyodrębniona organizacja Visa Europe, mająca charakter stowarzyszenia banków członkowskich i zachowująca wyłączną licencję na markę Visa w Europie.
Ponad 21 000 instytucji finansowych na świecie wydaje i obsługuje karty. Visa Europe zrzesza około 4600 europejskich instytucji finansowych, które wydały łącznie ponad 360 mln kart płatniczych Visa.
Nazwa „Visa” została wymyślona przez Dee Hocka – założyciela korporacji. Uważał on, że słowo to jest powszechnie rozpoznawalne w wielu językach, a co za tym idzie będzie ułatwiało akceptację karty. Obecna rozwinięta nazwa korporacji stała się akronimem rekurencyjnym.
Dnia 14 stycznia 2008 roku awaria systemu Visa spowodowała nieprawidłowe księgowanie pieniędzy wypłacanych w bankomatach i elektronicznych zakupach. Poszkodowani klienci banków stwierdzili wielokrotne powtarzalne operacje wypłat, co w efekcie doprowadziło do utraty środków na kontach. Dyrektor Generalna Visa w Polsce w komentarzu do całej sytuacji stwierdziła „Visa nie ma zamiaru pokrywać strat klientów, jakie spowodowała awaria. Z tym muszą uporać się same banki.”
W 2014 roku na całym świecie znajdowało się 2,3 mld kart Visa, którymi dokonano 64,9 mld operacji o łącznej wartości 7,3 bln USD.
Pierwszą kartę Visa w Polsce wydał w 1991 roku Bank Inicjatyw Gospodarczych.

## Produkty Visa
1. Visa Electron – do obsługi w urządzeniach elektronicznych (ATM i POS)
2. Visa Classic, Silver, Gold, Platinum – karty wypukłe dla osób fizycznych
3. Visa Infinite – najbardziej prestiżowa[6] karta kredytowa VISA, z limitem kredytowym do 1000000 zł
4. Visa Business – służbowa, firmowa
5. Visa Cash – elektroniczna portmonetka, do drobnych płatności (opłata za metro, czy przejazd przez autostradę)
6. Visa Me – dostosowywalna karta debetowa skierowana do osób młodszych. Posiada możliwość płatności zbliżeniowej (wydawana przez takie banki jak np. mBank).

## Usługi Visa
1. Visa cash back – umożliwia posiadaczom debetowych kart Visa wypłatę gotówki podczas płacenia kartą za towary lub usługi
2. Visa payWave – umożliwia błyskawiczne (poniżej 1 sekundy) płatności zbliżeniowe za drobne kwoty. Technologia pozwala również na realizację transakcji powyżej limitu po podaniu kodu PIN przez posiadacza.